# Les Bracelets rouges (série télévisée québécoise)
 (octobre 2022).
Pour les articles homonymes, voir Les Bracelets rouges.
Les Bracelets rouges est une série télévisée québécoise, adaptée de la série catalane Polseres vermelles, et diffusée depuis le 4 janvier 2022 sur le réseau de TVA.

## Synopsis
Les Bracelets rouges raconte l'histoire d'amitié qui lie six jeunes patients de l'Hôpital de la Rive. Ces derniers tentent de vivre une vie semblable à celle des jeunes de leur âge, malgré leurs conditions médicales et leur cadre de vie. 
Amours, trahisons, rechutes et guérisons, ils doivent affronter des épreuves qui bouleversent leur quotidien.

## Distribution

### Acteurs principaux
- Anthony Therrien : Félix Tremblay
- Noah Parker : Justin Bolduc (saison 1)
- Antoine L'Écuyer : Justin Bolduc (saison 2 et 3)
- Audrey Roger : Flavie Granger
- Léanne Désilets : Kim Gagnon
- Étienne Galloy : Kevin Allard
- Milya Corbeil-Gauvreau : Lou Naylord Sirois
- Malick Babin : Albert Trépanier
- Margot Blondin : Margot
- Laurence Barrette : Sara, la soeur de Simone
- Jade Charbonneau : Simone, la soeur de Sara

### Acteurs secondaires
- Michel Brouillette : Alain, le physiothérapeute
- Stéphanie Perreault : Marilou, la psychologue
- Julie Beauchemin : Hélène, la mère de Justin
- Sébastien Delorme : Patrick, le père de Justin[2]
- Marie-Chantal Perron : Chantal, la mère de Félix
- Martin Tremblay : Luc, le beau-père de Félix
- Claude Despins : François, le père de Félix
- Myriam Poirier : Sylvie, la belle-mère de Félix
- Irlande Coté : Lili, la petite sœur de Félix
- Myriam De Verger : Martine, la mère de Flavie
- Ted Pluviose : Ade, le père de Flavie
- Naïla Louidort : Adèle, la sœur de Flavie
- Marcel Leboeuf : Rolland Allard, le grand-père de Kevin
- Frédérick De Grandpré : Mathieu, le père de Kim
- Catherine Allard : Suzanne, la mère de Kim
- Éric Paulhus : Claude, le père de Lou
- Victor Andrès Trelles Turgeon : Éric, le père de Lou
- Isabelle Blais : Anne, la mère d'Albert
- Patrice Godin : Vincent, le père de Margot
- Alexandre Nachi : Henri, le frère de Margot
- Alecia Haswan : Rania[3]
- Daniel Brière : le père de Simone et Sara
- Marie-Hélène Thibault : la mère de Simone et Sara
- Tom-Eliot Girard : Maxime Marcotte
- Sam-Éloi Girard : Thomas Marcotte
- Jayden Boyd : Zachary Marcotte
- Thomas Delorme : Joey[4]
- Léo Brouillette : Milo[5]

## Fiche technique
- Réalisation : Yan England, Louis Choquette et Benoit Pilon
- Scénaristes : Michel Brouillette, Stéphanie Perrault [6]
- Producteurs : François Rozon, Louis Bolduc
- Société de production : Encore Télévision
- Musique : Raphael Reed

## Épisodes

### Première saison (2022)
Saison diffusée à partir du 4 janvier 2022.
1. Les Rencontres
2. Courage
3. Colocation
4. Rechutes
5. L'Échange
6. Feeling
7. La Peur de mourir
8. Après
9. Le Début de la fin (1re partie)
10. Le Début de la fin (2e partie)

### Deuxième saison (2023)
Saison diffusée à partir du 10 janvier 2023.
1. Mauvais présages
2. Aveux
3. Rania
4. Seul
5. Démasqué
6. Partie remise
7. Rien ne va plus
8. Avant l'orage
9. Jouer avec le feu (1re partie)
10. Jouer avec le feu (2e partie)

### Troisième saison (2024)
Saison diffusée à partir du 9 janvier 2024.
1. Survivre
2. Blâmer
3. Pression
4. Seul
5. Évacuer
6. Laisser sa trace
7. Confiné
8. Pow pow
9. Le retour du balancier
10. F pour famille
11. Accepter l'inacceptable
12. Le dernier souffle

## Accueil de la critique
La série a reçu un accueil critique positif au Québec,,.

## Récompenses
- Les Zapettes d'Or (2022)
  - Grand prix Ça m'allume
  - Anthony Therrien, interprète de Félix – Les Bracelets rouges et de Ricardo – Six degrés